# DiscoverCars.com
Discovercars.com (conocido como Discover Car Hire hasta 2019) es un sitio web internacional de alquiler de coches que proporciona reservas de coches de alquiler. La compañía fue fundada en 2013 en Letonia. La sede principal de Discovercars.com se encuentra en la capital, Riga.

## Servicios
Discovercars.com ofrece servicios de reservas de alquiler de coches en línea. Su sitio web es disponible en 17 idiomas. A principios de 2020, DiscoverCars.com trabajaba con más de 8 000 ubicaciones de alquiler de coches en 137 países. La empresa colabora con proveedores de alquiler de coches de todo el mundo como Hertz, Alamo, Europcar, Nacional y SIXT, así como con motores de metabúsqueda como Kayak.com, Skyscanner, Jetcost, y Liligo.

## Crecimiento
Fundada en 2013 como Discover Car Hire con un enfoque en los destinos europeos, la compañía cambió su nombre a Discovercars.com en 2019.
En marzo de 2020, Discovercars.com fue incluida en FT 1000, un ranking anual publicado por Financial Times que lista las empresas de más rápido crecimiento en Europa. Discovercars.com fue clasificada 64.º, convirtiéndose así en la empresa letona mejor clasificada en la historia de la lista. Discovercars.com fue también la tercera compañía de viajes y recreo de más rápido crecimiento y la compañía de alquiler de coches de más rápido crecimiento en Europa.
En marzo de 2020, como muchas otras compañías de viaje, Discovercars.com experimentó una disminución significativa de reservas debido a la pandemia mundial COVID-19..Al mismo tiempo, la compañía registró un aumento del turismo local en algunos países.

## Tecnología
Discovercars.com utiliza la tecnología AMP. Esto ha ayudado a obtener más reservas, una mayor tasa de conversión de marketing, y otras mejoras en los KPI de la compañía.

## Estudio de mercado
Además de los servicios de alquiler de coches, Discovercars.com estudia los hábitos de alquiler de coches de sus clientes. En septiembre de 2019, los clientes de la compañía fueron encuestados sobre los destinos más pintorescos del mundo para viajar de coche, como la isla de Gran Canaria en España, Izmir en Turquía, Cairns, Australia, Cefalonia, Grecia, y Split, Croacia como los más espectaculares.
En mayo de 2019, la compañía publicó una investigación sobre cómo los límites y castigos por conducir ebrio difieren entre los distintos países del mundo.